# Tomás Bárbulo
Tomás Bárbulo (La Coruña, 23 de junio de 1958) es un periodista y escritor español. Es autor del ensayo La historia prohibida del Sáhara español, y de las novelas La asamblea de los muertos y Vírgenes y verdugos.

## Biografía
Vivió en Sidi Ifni hasta la entrega de la ciudad a Marruecos, en 1969. A partir de ese año residió en El Aaiún (capital del Sahara español) hasta la Marcha Verde. Se licenció en Periodismo en la Universidad Complutense de Madrid. Durante 25 años ha trabajado en el diario El País, con el que viajó de forma asidua por Marruecos, Sáhara Occidental, Mauritania, Senegal, Mali, Argelia y Túnez. También ha sido fundador de los periódicos Expansión, La Gaceta de los Negocios y El Sol, y subdirector de Claro. En 2021 dirigió el curso de escritura creativa La nave de Ulises, patrocinado por la Universidad de Burgos.

## Obra
Es autor del ensayo La historia prohibida del Sáhara español, que ha agotado siete ediciones en la editorial Destino y dos más en la editorial Península. Su primera novela, La asamblea de los muertos (Salamandra, 2017), inició una serie protagonizada por El Saharaui, un espía ruso infiltrado en el Estado Islámico. Este libro obtuvo el premio de la Semana Negra de Gijón a la mejor primera novela y fue traducido al alemán (editorial Suhrkamp) y al italiano (editorial Marsilio). Su segunda novela, Vírgenes y verdugos‘ (Salamandra), fue publicada en 2019, reeditada en Amazon en 2024 e inspiró la película Raqa, protagonizada por Álvaro Morte.

## Libros
- La historia prohibida del Sáhara español, ensayo, Ediciones Destino, 2002. Editorial Península, 2017
- La asamblea de los muertos, novela, Ediciones Salamandra, Barcelona, 2017
- Vírgenes y verdugos, novela, Ediciones Salamandra, Barcelona, 2019